# Morley Evans Wilson
Morley Evans Wilson (* 8. Februar 1881 in Bright; † 1965) war ein kanadischer Geologe.
Wilson erwarb 1907 seinen Bachelor-Abschluss an der University of Toronto und wurde 1912 an der Yale University promoviert (Preliminary memoir on the Abitibi district, Pontiac County, Quebec).
Wilson war vierzig Jahre lang beim Geological Survey von Kanada und befasste sich besonders mit Geologie und Mineralvorkommen in Québec (zum Beispiel der Gegend des Timiskamingsee und von Amherst (Québec) und Grenville (Québec)) und Ontario.
1950 erhielt er die Penrose-Medaille. Er war Fellow der Royal Society of Canada (1926).